# José María Ruiz-Mateos
José María Ruiz–Mateos y Jiménez de Tejada (ur. 11 kwietnia 1931 w Rota, zm. 7 września 2015 w El Puerto de Santa María) – hiszpański przedsiębiorca i polityk, twórca holdingu Rumasa, poseł do Parlamentu Europejskiego III kadencji.

## Życiorys
Urodził się w rodzinie handlarza winem. Z wykształcenia nauczyciel, kształcił się m.in. w Escuela de Comercio de Jerez. Zajął się prowadzeniem działalności gospodarczej, tworząc w 1961 holding pod nazwą Rumasa (Ruiz Mateos Sociedad Anónima). Pod koniec lat 60. w jego skład wchodziło m.in. 8 banków i blisko 60 innych przedsiębiorstw zatrudniających 15 tys. osób. W ciągu kolejnych lat do 1982 kompania rozrosła się do 400 podmiotów w 30 różnych branżach. Według jej założyciela tworzyła bezpośrednio 60 tys. i pośrednio 300 tys. miejsc pracy, skupiała 100 tys. akcjonariuszy. W 1982 Rumasa wytworzyła 2% PKB w Hiszpanii.
Stopniowo pojawiały się pogłoski o złej kondycji finansowej kompanii i grożącym jej bankructwie. Holding nie płacił podatków, a także zalegał ze świadczeniami społecznymi na około 12 miliardów peset hiszpańskich. W 1983 socjalistyczny rząd podjął decyzję o wywłaszczeniu holdingu. Zagrożony aresztowaniem José María Ruiz-Mateos wyjechał do Wielkiej Brytanii, a następnie do RFN, skąd w 1985 został przekazany hiszpańskim władzom.
W 1988 w przebraniu uciekł z sądu, w 1989 na wiecu politycznym zaatakował Miguela Boyera, który jako minister finansów odpowiadał za decyzję o wywłaszczeniu. Założył własne ugrupowanie pod nazwą Agrupación Ruiz-Mateos. Partia ta w wyborach europejskich w 1989 uzyskała dwa mandaty. Jeden z nich przypadł liderowi ugrupowania. José María Ruiz-Mateos w PE zasiadał do 1994, był m.in. wiceprzewodniczącym Europejskiego Sojuszu Demokratycznego.
W międzyczasie był ponownie aresztowany. Jego główny proces o fałszerstwa i oszustwa zaczął się w 1997, ostatecznie przedsiębiorca został uniewinniony w postępowaniu przed sądem najwyższym w 1999. Założył wraz z członkami rodziny nowy koncern pod nazwą Nueva Rumasa, który w 2011 ogłosił bankructwo, co skutkowało kolejnym postępowaniem karnym.
Miał trzynaścioro dzieci.